# Rohrberg (Türingia)
Rohrberg település Németországban, azon belül Türingiában. Lakosainak száma 224 fő (2023. december 31.).

## Népesség
A település népességének változása:
| Lakosok száma | 237  | 235  | 226  | 226  | 224  |
|               | 2017 | 2019 | 2021 | 2022 | 2023 |